# Robert Williams (astronome)
Pour les articles homonymes, voir Robert Williams et Williams.
Robert Williams est un astrophysicien américain, président de l'Union astronomique internationale de 2009 à 2012.

## Honneur
L'astéroïde (359474) Robertwilliams est nommé en son honneur.